# Гладкість функції
Гла́дкість функції або неперервно-диференційовність функції — це властивість функції, що має неперервну похідну на всій області визначення.

## Основні відомості
Розглядають також гладкі функції вищих порядків, а саме, функція з порядком гладкості {\displaystyle r} має неперервну похідну порядку {\displaystyle r}. Множина таких функцій, визначених у області {\displaystyle \Omega } позначається {\displaystyle C^{r}(\Omega )}.
{\displaystyle f\in C^{\infty }(\Omega )} означає, що {\displaystyle f\in C^{r}(\Omega )} для будь-якого {\displaystyle r}, а {\displaystyle f\in C^{\omega }(\Omega )=C^{a}(\Omega )} означає, що {\displaystyle f} — аналітична.
Якщо порядок гладкості не вказаний, то звичайно припускають його достатнім для того, щоб мали сенс всі дії, що виконуються над функцією по ходу поточного міркування.
Для тонкого аналізу класів диференційовних функцій вводять також поняття дробової гладкості в точці або показника Гельдера, яке узагальнює всі вище перераховані поняття гладкості.
Функція {\displaystyle f} належить класу {\displaystyle C^{r,\alpha }}, де {\displaystyle r} — ціле невід'ємне число і {\displaystyle 0<\alpha \leqslant 1}, якщо має похідні до порядку {\displaystyle r} включно і {\displaystyle f^{(r)}} є гельдерівською з показником {\displaystyle \alpha }.
У літературі, нарівні з терміном «показник Гельдера», використовується термін «показник Ліпшица».